# Agelasta densemarmorata
Agelasta densemarmorata là một loài bọ cánh cứng trong họ Cerambycidae.